# PRNP
PRNP — ген, расположенный на коротком плече 20-й хромосомы. Кодирует нормальный прионный белок (PrPC) и изоформу этого белка — прионный белок PrPSc, связанный с заболеваниями. Пока не ясно, как именно PrPC превращается в PrPSc, как реплицируется PrPSc и почему его накопление вызывает дегенерацию нейронов.
Белок PRNP представляет собой гликопротеин, крепящийся к клеточной мембране. Описаны взаимодействия PRNP с такими белками, как HSP-60, ламининовый рецептор, ламинин, NCAM, Grb2.

## Название
PRNP — сокращение от англ. PRioN Protein.

## Клиническое значение

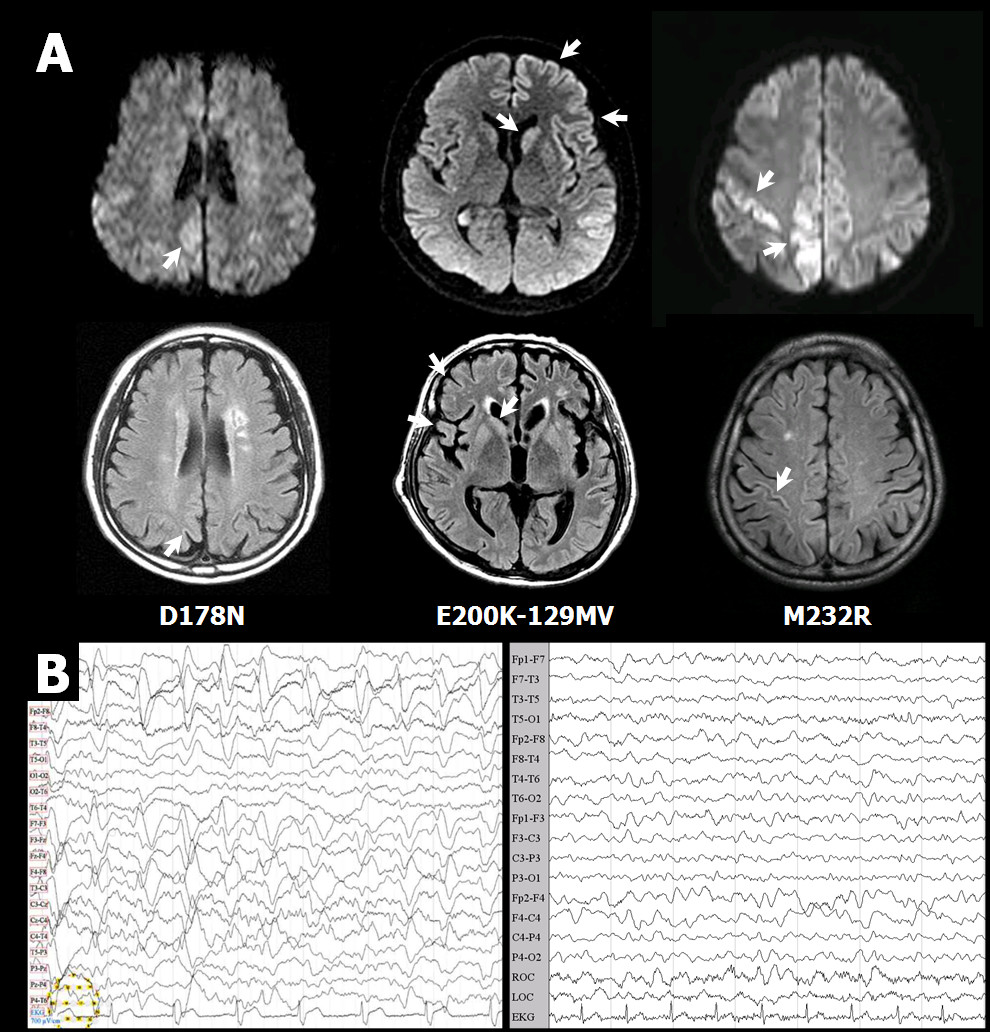
Результаты сканирования мозга трёх пациентов с патологией, напоминающей болезнь Крейтцфельдта — Якоба. Пациенты различаются по мутациям гена PRNP: D178N (GAC→AAC) — слева, E200K (GAG→AAG)-129MV — по центру, (ATG→GTG), и M232R — справа. Из статьи Choi et al., 2009.

Описано более 20 мутаций гена, ассоциированных со следующими прионными заболеваниями:
- Болезнь Крейтцфельдта — Якоба (англ. Creutzfeld-Jakob disease)
- Синдром Герстманна — Штройслера — Шейнкера (англ. Gerstmann-Sträussler-Scheinker syndrome)
- Фатальная семейная бессонница (англ. fatal familial insomnia))

В одном исследовании сообщается, что в популяции туземцев Папуа-Новой Гвинеи, не так давно практиковавших каннибализм и вследствие этого страдавших от эпидемии куру, ген PRNP содержит защитный полиморфизм G127V, не обнаруживаемый в других популяциях на планете, а также не обнаруживаемый у жертв заболевания.